# Dianthus uniflorus
Dianthus uniflorus är en nejlikväxtart som beskrevs av Peter Forsskål. Dianthus uniflorus ingår i släktet nejlikor, och familjen nejlikväxter. Inga underarter finns listade i Catalogue of Life.